# Крученец
Крученец (укр. Крученець) — село на Украине, основано в 1634 году, находится в Черняховском районе Житомирской области.
Код КОАТУУ — 1825685003. Население по переписи 2001 года составляет 251 человек. Почтовый индекс — 12332. Телефонный код — 4134. Занимает площадь 1,28 км².

## Адрес местного совета
12332, Житомирская область, Черняховский р-н, с.Ксаверовка, ул.Ленина, 8